# Typ 209
Typ 209 je exportní třída konvenčních útočných ponorek, vyvinutá koncem 60. let německou společností Howaldtswerke-Deutsche Werft. Německému námořnictvu bránily v provozu tak velké ponorky mezinárodní smlouvy, proto byl typ úspěšně exportován do čtrnácti zemí světa.
Ponorka má pět základních verzí, označených 209/1100, 209/1200, 209/1300, 209/1400 (209/1400mod) a 209/1500. Uživateli třídy jsou Argentina, Brazílie, Ekvádor, Egypt, Chile, Indie, Indonésie, Jihoafrická republika, Jižní Korea, Kolumbie, Peru, Řecko, Turecko a Venezuela. V letech 1971–2008 bylo postaveno 61 ponorek třídy. Po dokončení čtyř dalších ponorek pro egyptské námořnictvo a tří pro indonéské námořnictvo jejich počet stoupne na 68.
Zvětšená a vylepená verze ponorek typu 209, postavená pro Izraelské vojenské námořnictvo, je označena jako třída Dolphin.
Během 70. let 20. století o koupi několika jednotek typu 209 uvažoval i Írán, ale obchod se nakonec nerealizoval.

## Stavba
Jednotky typu 209:
| Jméno                   | Uživatel                | Verze       | Loděnice                           | Spuštěna           | Vstup do služby    | Poznámka |
| ----------------------- | ----------------------- | ----------- | ---------------------------------- | ------------------ | ------------------ | --- |
| Glavkos (S-110)         | Řecké námořnictvo       | 209/1100    | HDW, Kiel                          | 19. září 1970      | 6. září 1971       | Vyřazena 9. června 2011. |
| Nereus (S-111)          | Řecké námořnictvo       | 209/1100    | HDW, Kiel                          | 9. června 1971     | 10. února 1972     | Aktivní. |
| Triton (S-112)          | Řecké námořnictvo       | 209/1100    | HDW, Kiel                          | 19. října 1971     | 8. srpna 1972      | Aktivní. |
| Proteus (S-113)         | Řecké námořnictvo       | 209/1100    | HDW, Kiel                          | 1. února 1972      | 22. listopadu 1972 | Vyřazena 16. května 2022. |
| Salta (SS-31)           | Argentinské námořnictvo | 209/1200    | HDW, Kiel                          | 9. listopadu 1972  | 7. března 1974     | Aktivní. |
| San Luis (SS-32)        | Argentinské námořnictvo | 209/1200    | HDW, Kiel                          | 3. dubna 1973      | 24. května 1974    | Vyřazena. |
| Angamos (SS-31)         | Peruánské námořnictvo   | 209/1200    | HDW, Kiel                          | 31. srpna 1979     | 19. prosince 1980  | Aktivní. |
| Antofagasta (SS-32)     | Peruánské námořnictvo   | 209/1200    | HDW, Kiel                          | 19. prosince 1979  | 14. března 1980    | Aktivní. |
| Pisagua (SS-33)         | Peruánské námořnictvo   | 209/1200    | HDW, Kiel                          | 19. května 1981    | 18. dubna 1982     | Aktivní. |
| Chipana (SS-34)         | Peruánské námořnictvo   | 209/1200    | HDW, Kiel                          | 7. srpna 1981      | 12. července 1983  | Aktivní. |
| Islay (SS-35)           | Peruánské námořnictvo   | 209/1100    | HDW, Kiel                          | 11. října 1973     | 23. ledna 1975     | Aktivní. |
| Arica (SS-36)           | Peruánské námořnictvo   | 209/1100    | HDW, Kiel                          | 5. dubna 1974      | 4. dubna 1975      | Aktivní. |
| Pijao (SS-28)           | Kolumbijské námořnictvo | 209/1200    | HDW, Kiel                          | 10. dubna 1974     | 17. dubna 1975     | Aktivní. |
| Tayrona (SS-29)         | Kolumbijské námořnictvo | 209/1200    | HDW, Kiel                          | 16. července 1974  | 18. července 1975  | Aktivní. |
| Atilay (S-347)          | Turecké námořnictvo     | 209/1200    | HDW, Kiel                          | 23. října 1974     | 23. července 1975  | Vyřazena 2016. |
| Saldiray (S-348)        | Turecké námořnictvo     | 209/1200    | HDW, Kiel                          | 14. února 1975     | 21. října 1975     | Vyřazena 2014. |
| Batiray (S-349)         | Turecké námořnictvo     | 209/1200    | HDW, Kiel                          | 24. října 1977     | 20. července 1978  | Aktivní. |
| Yildiray (S-350)        | Turecké námořnictvo     | 209/1200    | Gölcük                             | 20. července 1979  | 20. července 1981  | Aktivní. |
| Doganay (S-351)         | Turecké námořnictvo     | 209/1200    | Gölcük                             | 16. listopadu 1983 | 16. listopadu 1985 | Aktivní. |
| Dolunay (S-352)         | Turecké námořnictvo     | 209/1200    | Gölcük                             | 22. července 1988  | 21. července 1989  | Aktivní. |
| Sábalo (S-31)           | Venezuelské námořnictvo | 209/1300    | HDW, Kiel                          | 1. července 1975   | 6. srpna 1976      | Aktivní. |
| Caribe (S-32)           | Venezuelské námořnictvo | 209/1300    | HDW, Kiel                          | 11. března 1977    | 6. srpna 1976      | Aktivní. |
| Shyri (S101)            | Ekvádorské námořnictvo  | 209/1300    | HDW, Kiel                          | 6. října 1976      | 6. listopadu 1977  | Aktivní. |
| Huancavilca (S102)      | Ekvádorské námořnictvo  | 209/1300    | HDW, Kiel                          | 15. března 1977    | 16. března 1978    | Aktivní. |
| Poseidon (S-116)        | Řecké námořnictvo       | 209/1200    | HDW, Kiel                          | 21. března 1978    | 21. března 1979    | Aktivní. |
| Amfitriti (S-117)       | Řecké námořnictvo       | 209/1200    | HDW, Kiel                          | 14. června 1978    | 3. července 1979   | Aktivní. |
| Okeanos (S-118)         | Řecké námořnictvo       | 209/1200    | HDW, Kiel                          | 16. října 1978     | 30. listopadu 1979 | Aktivní. |
| Pontos (S-119)          | Řecké námořnictvo       | 209/1200    | HDW, Kiel                          | 21. března 1979    | 18. dubna 1980     | Aktivní. |
| Cakra (S401)            | Indonéské námořnictvo   | 209/1300    | HDW, Kiel                          | 10. září 1980      | 18. března 1981    | Aktivní. |
| Nanggala (S402)         | Indonéské námořnictvo   | 209/1300    | HDW, Kiel                          | 10. září 1980      | 6. července 1981   | Od 21. dubna 2021 pohřešována po cvičení jižně od Bali. Dne 24. dubna 2021 v hloubce 838 metrů lokalizován vrak zcela zničené ponorky. Zahynula celá posádka. |
| Thomson (SS-20)         | Chilské námořnictvo     | 209/1400    | HDW, Kiel                          | 28. února 1982     | 31. srpna 1984     | Aktivní. |
| Simpson (SS-21)         | Chilské námořnictvo     | 209/1400    | HDW, Kiel                          | 29. července 1983  | 18. září 1984      | Aktivní. |
| Tupi (S30)              | Brazilské námořnictvo   | 209/1400    | HDW, Kiel                          | 28. dubna 1987     | 20. srpna 1988     | Aktivní. |
| Tamoio (S31)            | Brazilské námořnictvo   | 209/1400    | Arsenal de Marinha, Rio de Janeiro | 18. listopadu 1993 | 17. července 1995  | Aktivní. |
| Timbira (S32)           | Brazilské námořnictvo   | 209/1400    | Arsenal de Marinha, Rio de Janeiro | 5. ledna 1996      | 15. prosince 1996  | Aktivní. |
| Tapajó (S33)            | Brazilské námořnictvo   | 209/1400    | Arsenal de Marinha, Rio de Janeiro | 11. června 1998    |                    | Aktivní. |
| Tikuna (S34)            | Brazilské námořnictvo   | 209/1400    | Arsenal de Marinha, Rio de Janeiro |                    | 16. prosince 2005  | Aktivní. |
| Shishumar (S44)         | Indické námořnictvo     | 209/1500    | TKMS                               | 15. prosince 1984  | 28. září 1986      | Aktivní. |
| Shankush (S45)          | Indické námořnictvo     | 209/1500    | TKMS                               | 11. května 1984    | 20. listopadu 1986 | Aktivní. |
| Shalki (S46)            | Indické námořnictvo     | 209/1500    | Mazagon Dock Limited               | 30. září 1989      | 7. února 1992      | Aktivní. |
| Shankul (S47)           | Indické námořnictvo     | 209/1500    | Mazagon Dock Limited               | 21. března 1992    | 28. května 1994    | Aktivní. |
| Chang Bogo (S-061)      | Korejská republika      | 209/1200    | HDW, Kiel                          | červen 1992        | 2. června 1993     | Aktivní. |
| Lee Chun (S-062)        | Korejská republika      | 209/1200    | Daewoo H.I., Okpo                  | 1992               | 30. dubna 1994     | Aktivní. |
| Choi Museon (S-063)     | Korejská republika      | 209/1200    | Daewoo H.I., Okpo                  | 1993               | 27. února 1995     | Aktivní. |
| Park Wi (S-065)         | Korejská republika      | 209/1200    | Daewoo H.I., Okpo                  | 1994               | 3. února 1996      | Aktivní. |
| Lee Jongmu (S-066)      | Korejská republika      | 209/1200    | Daewoo H.I., Okpo                  | 1995               | 29. srpna 1996     | Aktivní. |
| Jeong Un (S-067)        | Korejská republika      | 209/1200    | Daewoo H.I., Okpo                  | 1996               | 29. srpna 1997     | Aktivní. |
| Lee Sunsin (S-068)      | Korejská republika      | 209/1200    | Daewoo H.I., Okpo                  | 1998               | 31. ledna 2000     | Aktivní. |
| Na Daeyong (S-069)      | Korejská republika      | 209/1200    | Daewoo H.I., Okpo                  |                    |                    | Aktivní. |
| Lee Eokgi (S-071)       | Korejská republika      | 209/1200    | Daewoo H.I., Okpo                  |                    | 30. listopadu 2001 | Aktivní. |
| Preveze (S-353)         | Turecké námořnictvo     | 209T1/1400  | Gölcük                             | 22. listopadu 1993 | 28. července 1994  | Aktivní. |
| Sakarya (S-354)         | Turecké námořnictvo     | 209T1/1400  | Gölcük                             | 28. července 1994  | 21. prosince 1995  | Aktivní. |
| 18 Mart (S-355)         | Turecké námořnictvo     | 209T1/1400  | Gölcük                             | 25. srpna 1997     | 28. července 1998  | Aktivní. |
| Anafartalar (S-356)     | Turecké námořnictvo     | 209T1/1400  | Gölcük                             | 1. září 1998       | 22. července 1999  | Aktivní. |
| Gür (S-357)             | Turecké námořnictvo     | 209T2/1400  | Gölcük                             |                    | 24. července 2003  | Aktivní. |
| Canakkale (S-358)       | Turecké námořnictvo     | 209T2/1400  | Gölcük                             |                    | 26. července 2005  | Aktivní. |
| Burakreis (S-359)       | Turecké námořnictvo     | 209T2/1400  | Gölcük                             | 2. září 2005       | 15. února 2006     | Aktivní. |
| Birinci Inönü (S-360)   | Turecké námořnictvo     | 209T2/1400  | Gölcük                             |                    | 22. června 2007    | Aktivní. |
| Manthatisi (S101)       | Jihoafrické námořnictvo | 209/1400    | HDW, Kiel                          | 15. dubna 2004     | 3. listopadu 2005  | Aktivní. |
| Charlotte Maxeke (S102) | Jihoafrické námořnictvo | 209/1400    | HDW, Kiel                          | 4. května 2005     | 14. března 2007    | Aktivní. |
| Queen Modjadji I (S103) | Jihoafrické námořnictvo | 209/1400    | Nordseewerke, Emden                | 18. března 2006    | 22. května 2008    | Aktivní. |
| Nagapasa (403)          | Indonéské námořnictvo   | 209/1200    | Daewoo H.I., Okpo                  | 24. března 2016    | 2. srpna 2017      | Aktivní. |
| Ardadedali (404)        | Indonéské námořnictvo   | 209/1200    | Daewoo H.I., Okpo                  | 24. října 2016     | 25. dubna 2018     | Aktivní. |
| Alugoro (405)           | Indonéské námořnictvo   | 209/1200    | PT Pal, Surabaja                   | 11. dubna 2019     |                    | Objednána. |
| ? (406)                 | Indonéské námořnictvo   | 209/1200    | PT Pal, Surabaja                   |                    |                    | Plánována. |
| S41 (861)               | Egyptské námořnictvo    | 209/1400mod | TKMS                               | 10. prosince 2015  | 19. dubna 2017     | Aktivní. |
| S42 (864)               | Egyptské námořnictvo    | 209/1400mod | TKMS                               | prosinec 2016      | 8. srpna 2017      | Aktivní. |
| S43 (867)               | Egyptské námořnictvo    | 209/1400mod | TKMS                               | 3. května 2019     | 9. dubna 2020      | Aktivní. |
| S44 (870)               | Egyptské námořnictvo    | 209/1400mod | TKMS                               | 29. září 2020      | 2. srpna 2021      | Aktivní. |

## Uživatelé

### Egypt

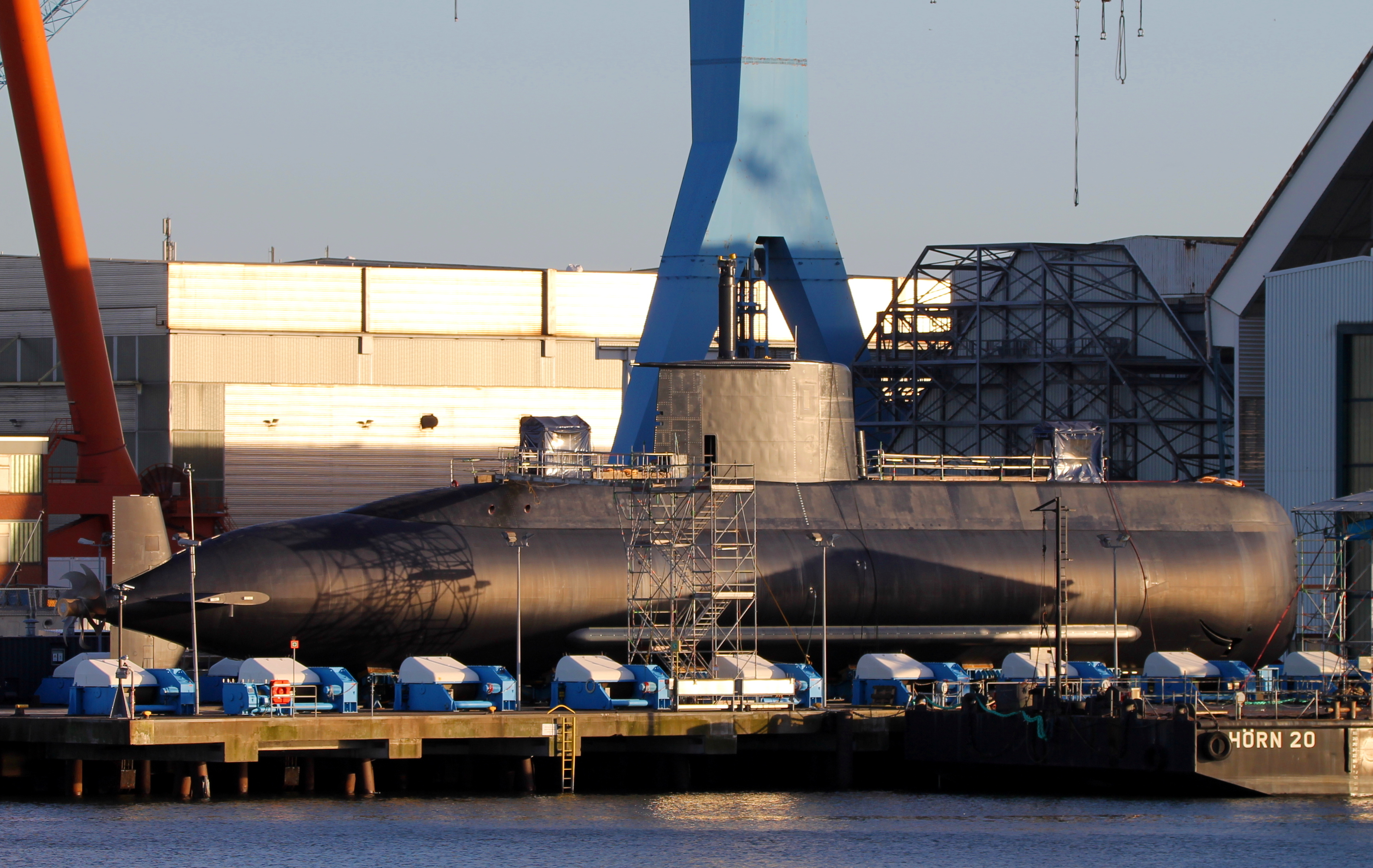
Egyptská ponorka S41

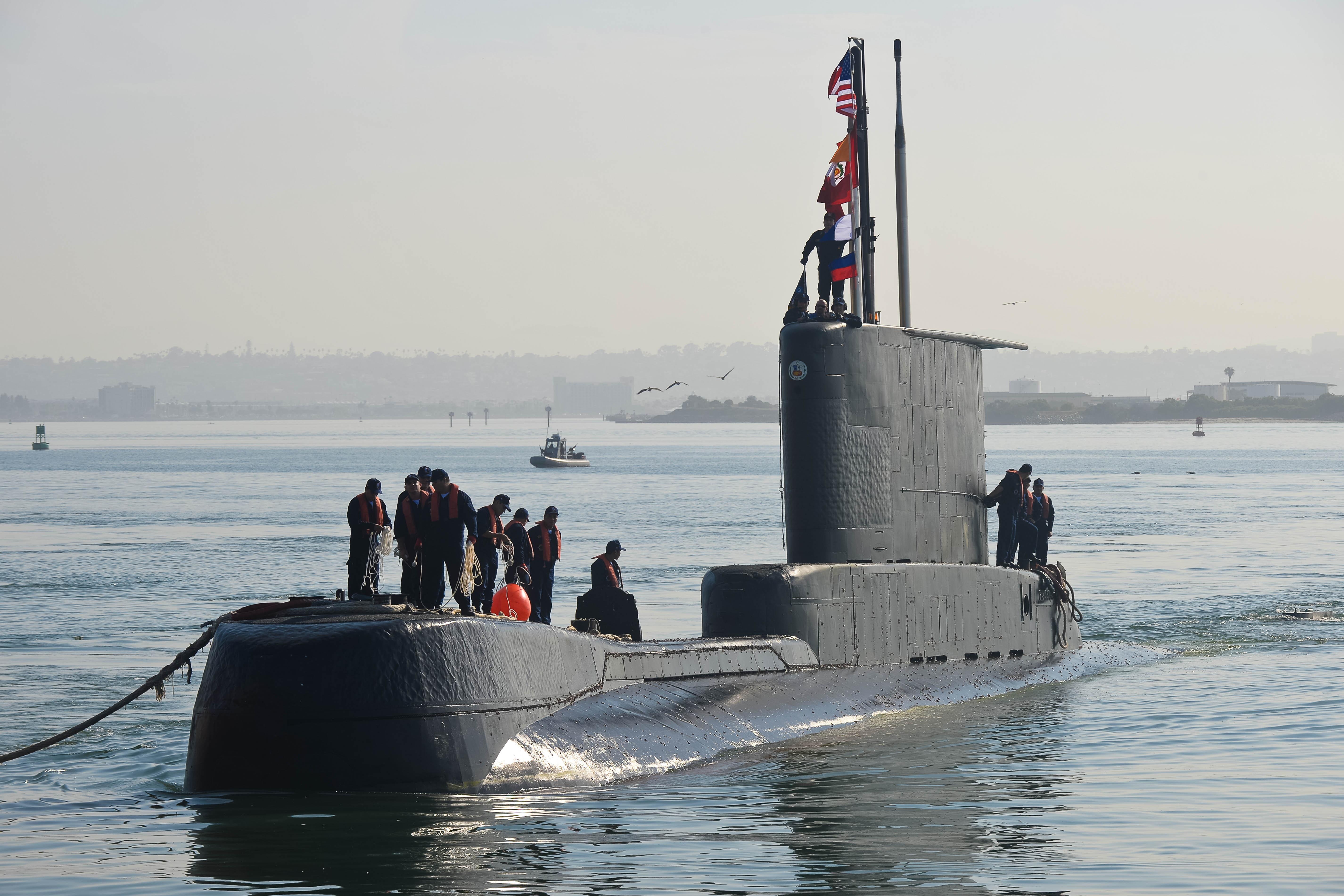
Peruánská ponorka Pisagua (SS-33)

Egypt v roce 2011 objednal dvě ponorky nejnovější verze typ 209/1400mod. Kontrakt přitom zahrnoval opci na druhý pár ponorek, které Egypt roku 2015 skutečně objednal. Ponorky byly do služby přijaty v letech 2017–2021.

### Peru
Peruánské námořnictvo roku 1975 zařadilo dvě ponorky verze typu 209/1100 (Islay a Arica) a následně v letech 1980–1983 čtyři ponorky vylepšené verze typu 209/1200 (Chipana, Angamos, Antofagasta a Pisagua). Obě ponorky typu 209/1100 byly modernizovány roku 2008.
V roce 2017 peruánská státní loděnice SIMA Peru zahájila modernizaci všech čtyř ponorek verze typu 209/1200 (zejména pohonu, řídícího, navigačního a dalších systémů). Její součástí bylo rozříznutí trupu ponorek, umožňující výměnu klíčových systémů. Na programu spolupracují společnosti Elbit Systems a ThyssenKrupp Marine Systems. Jako první byla modernizována ponorka Chipana. Po dokončení prací ji námořnictvo převzalo 11. června 2025.

### Venezuela
Venezuelské námořnictvo v sedmdesátých letech objednalo dvě ponorky ve verzi typ 209/1300. Sábalo (S-31) a Caribe (S-32) byla do služby přijaty 6. srpna 1976. Ve službě nahradily americké druhoválečné ponorky třídy Tench modernizované v programu GUPPY. Modernizovány byly jejich senzory a výzbroj, včetně integrace německých torpéd Atlas Electronik SST-4. Hlavní základnou ponorek je Puerto Cabello, ponorky však řadu let vykazují minimální aktivitu, což odpovídá špatné ekonomické situaci země.